# Rudi Dollmayer
Rudolf "Rudi" Christopher Karl Dollmayer, född 17 januari 1966 i Karlskoga, är en svensk före detta tävlingssimmare som först simmade för Karlskoga SS och från 1986 för malmöklubben SK Ran. Han deltog vid de olympiska spelen i Barcelona 1992 där han kom på 37:a på 100 m ryggsim och 47:a på 100 m fjärilsim.
Dollmayer kom på andra plats vid FINAs världscupfinal i 50 m ryggsim (kortbana) 1992, efter att ha satt nytt europarekord på distansen med 25,01 då han vann deltävlingen i Malmö den 22 januari 1992.
Dollmayer blev svensk mästare på 50 m ryggsim 1991 och 1992, samt 100 m ryggsim 1985 och 1992, alla i kort bassäng. På långbana blev han svensk mästare i 100 m ryggsim och 100 m fjärilsim 1991.
Rudi Dollmayer erhöll Stora Grabbars märke 1992.